# Lacinipolia basiplaga
Lacinipolia basiplaga là một loài bướm đêm trong họ Noctuidae.